# 網路流行語大賞
網路流行語大賞（日语：／ Netto ryūkōgo taishō */?），是未來檢索Brazil的社長深水英一郎，從2007年開始的每一個年末，經由網路使用者們投票來決定當年度日本國內流行的網路用語、關鍵字的人氣排行表。
從2013年開始，除了網絡流行語大賞，還另外舉辦了「動畫流行語大賞（ Anime ryūkōgo taishō）」，徵集在網路上流行的動漫台詞。
與自由國民社所舉辦的「新語、流行語大賞」不同的是，因是直接由網路使用者進行投票選出，得名的流行語有不少網際網路用語，會更近於日本的網路生態（使用在2ch、niconico動畫、推特等）。

## 概要
2007年，深水英一郎提出並策劃了該項目。計畫是先從該公司營運的「2ch搜尋（2ちゃんねる検索）」的使用會員中募集候選人，並通過候選人投票來確定流行語名次。結果於12月14日公佈，共3723票。2009年，改由同是深水英一郎創辦的網路新聞Gadget通訊主持，由NicoNico製作出在移動設備網站「@peps！」，以及部落格網站「ChIp！」來進行投票。
2010年，轉由產經新聞社主持，與Gadget通訊、未來檢索Brazil，以及BIGLOBE、goo等入口網站組成的「網路流行語大賞實行委員會（ネット流行語大賞実行委員会）」舉辦，並於2010年12月2日公佈結果。隔年，除了執行委員會的提名公佈和聯合問卷統計外，Gadget通訊也利用2009年的計票方式公佈，深水英一郎稱之為「本家版」，而執行委員會公布的排行為「共同版」。2012年，回到了由Gadget通訊與NicoNico合辦的形式。
2019年與FM東京電台早晨節目《ONE MORNING》合作，在節目欄目「リポビタンD TREND NET」中介紹，並公佈獲得金獎的流行語。

## 歴年得獎用語

### 網路流行語大賞
| 屆數 | 年度   | 年度   | 名次   | 流行語 | 受獎者/用語出處                                      | 備註 |
| ---- | ------ | ------ | ------ | --- | ---------------------------------------------------- | --- |
| 1    | 2007年 | 2007年 | 金賞   | asahiru | 朝日新聞社                                           | 「アサヒ」是「朝日」的片假名，「る」是日語的動詞字尾。 在該年報導沖繩集會人數失誤事件後，引申為「沒有根據、捏造」的意思。 |
| 1    | 2007年 | 2007年 | 銀賞   | sweet（笑） |                                                      | 嘲弄用語。 |
| 1    | 2007年 | 2007年 | 銅賞   | yutori | 日本文部科学省                                       | 指日本的寬鬆世代。 |
| 2    | 2008年 | 2008年 | 金賞   | 「我和你不一樣」 | 前日本首相福田康夫                                   | 2008年9月1日，於首相官邸舉行辭去首相記者會時，被記者質疑不負責任，惱羞成怒的回應。 |
| 2    | 2008年 | 2008年 | 銀賞   | 「〜啊，我知道」 | 2ch偶像大師版                                        | |
| 2    | 2008年 | 2008年 | 銅賞   | 「饅饅來吧！」 | 2ch東方Project版                                     | 「ゆっくり」本意為「慢慢地、放鬆地」，在這邊會搭配角色的頭部繪圖使用，並稱之為「油庫里」、「饅饅」。 出自討論版的ASCII文字畫，本意是請加入的使用者放輕鬆的瀏覽討論版。                                                                       |
| 3    | 2009年 | 2009年 | 金賞   | ※但是僅限帥哥 |                                                      | 指女性對於外表下的雙重標準。 也有對男性使用的「※但是僅限美女（）」。 |
| 3    | 2009年 | 2009年 | 銀賞   | 「為什麼會變成這樣」 | 2ch用語                                              | 出自討論版的ASCII文字畫，指遇到無法預測的發展時所發出的疑問句。 |
| 3    | 2009年 | 2009年 | 銅賞   | 「全裸有什麼錯」 | 日本男子偶像團體SMAP前成員草彅剛                     | 4月23日清晨3時，因在東京赤坂檜町公園全裸而被警方以公然猥褻罪名逮捕。 被帶回警察局時說出此句而成名。 |
| 4    | 2010年 | 2010年 | 金賞   | 「那樣的裝備沒問題嗎？」 | 遊戲製作人竹安佐和記                                 | 遊戲《幻境神界 大天使的崛起》裡路西法的台詞。 |
| 4    | 2010年 | 2010年 | 銀賞   | （sengoku38） | 時任内閣官房長官仙谷由人                             | 釣魚台列嶼中國漁船衝撞錄像流出案件，sengoku38是上傳者的Youtube名稱。 |
| 4    | 2010年 | 2010年 | 銅賞   | 〜Ika? 〜Geso | 漫畫家安部真弘                                       | 漫畫《侵略！花枝娘》當中，花枝娘的口頭禪。 |
| 5    | 2011年 | 共同版 | 金賞   | popopopōn | AC日本（日本公共廣告機構）、東急AGENCY北海道分公司   | AC日本於2010年開始投放的公益廣告《問候的魔法（あいさつの魔法）》，此為廣告中用到的擬聲詞。 因日本311大地震發生後各電視台自肅暫時將商業廣告下架，剩下公益廣告還在電視上播出，其中以本廣告為大宗而洗腦成名。                                   |
| 5    | 2011年 | 共同版 | 銀賞   | 大和撫子、撫子日本隊 | 日本足球女子代表隊                                   | 「なでしこ」指的是大和撫子（やまとなでしこ），指女性文靜、溫柔、穩重、具有高尚美德。 該名稱在2004年雅典奧運時出現，經徵選後於隔年確定並登記。 在2011年FIFA女子世界盃中獲得冠軍而得名。 同時獲得該年度新語、流行語大賞。                      |
| 5    | 2011年 | 共同版 | 銅賞   | 「與我訂下契約，成為OO吧！」 |                                                      | 動畫《魔法少女小圓》丘比的台詞。 |
| 5    | 2011年 | 本家版 | 金賞   | popopopōn | AC日本、東急AGENCY北海道分公司                       | AC日本的公益廣告《問候的魔法（あいさつの魔法）》。見共同版金賞說明。 |
| 5    | 2011年 | 本家版 | 銀賞   | 「沒有立竿見影的效果」 | 時任內閣官房長官枝野幸男                             | 日本311大地震後的記者會。 |
| 5    | 2011年 | 本家版 | 銅賞   | seshiumu-san | 東海電視台                                           | 當地節目《P-CAN電視》在8月4日的播放內容中，在字卡出錯導致的一輪騷動，導致停播。 |
| 6    | 2012年 | 2012年 | 金賞   | sutema |                                                      | stealth marketing，指秘密行銷。 日本消費者廳在五月修正「關於網路消費者交易廣告表示之贈品表示法上的問題與注意事項（インターネット消費者取引に係る広告表示に関する景品表示. 法上の問題点及び留意事項）」來應對其問題。                         |
| 6    | 2012年 | 2012年 | 銀賞   | |                                                      | 發音近似於「嗚」與「喵」。 是輕小說《襲來！美少女邪神》電視動畫一期主題曲的開頭與間奏所唱的歌詞。 |
| 6    | 2012年 | 2012年 | 銅賞   | |                                                      | 腐女的顏文字。 |
| 7    | 2013年 | 2013年 | 金賞   | 「何時開始做？就是現在吧！」 | 日本補習班老師林修                                   | 所在的補習班廣告台詞。 同時獲得該年度新語、流行語大賞。 |
| 7    | 2013年 | 2013年 | 銀賞   | geki oko punpun maru |                                                      | 「憤怒狀態」的辣妹語。 |
| 7    | 2013年 | 2013年 | 銅賞   | 「加倍奉還！」 | 半澤直樹                                             | 半澤直樹的知名台詞。 同時獲得該年度新語、流行語大賞。 |
| 8    | 2014年 | 2014年 | 金賞   | 「STAP细胞是存在的～」 | 日本細胞生物學研究員小保方晴子                       | 刺激觸發性多能性獲得細胞（Stimulus-Triggered Acquisition of Pluripotency cells，簡稱STAP細胞）。 因大眾與各方專家皆認為論文造假，對外堅稱的說法。                                                                                            |
| 8    | 2014年 | 2014年 | 銀賞   | -{「ンァッ！ハッハッハッハー！この日本ンフンフンッハアアアアアアアアアアァン！ アゥッアゥオゥウアアアアアアアアアアアアアアーゥアン！コノヒホンァゥァゥ……アー！世の中を……ウッ……ガエダイ！」}- | 時任兵庫縣議員野野村龍太郎                           | 因被揭發挪用政務活動費去泡溫泉，在7月1日記者會嚎啕大哭的失態喊話內容。 大致上意思是「我想改變這個日本」、「我想改變這個世界」。 |
| 8    | 2014年 | 2014年 | 銅賞   | 「不行呦~不行不行」 | 搞笑團體"日本エレキテル連合"                         | 出自搞笑橋段的台詞。 同時獲得該年度新語、流行語大賞。 |
| 9    | 2015年 | 2015年 | 金賞   | | 日本橄欖球運動員五郎丸歩                             | 於當年的世界盃橄欖球賽帶領日本贏過南非，因其在場上的動作成名。 |
| 9    | 2015年 | 2015年 | 銀賞   | 「 payopayo chi ̄ n」 | 日本反種族主義行動小組                               | 來自某成員在Twitter上對女性發送的問候，該成員在資安公司工作，卻又收集和公開他覺得是「網絡右翼」或是「種族主義者」的個人資料。 後來常對使用該流行語的知名人物貼上「網絡右翼」「種族主義者」等標籤，並加以一定程度的騷擾，如女性漫畫家爛貨子。 |
| 9    | 2015年 | 2015年 | 銅賞   | ISIS伊斯蘭國 |                                                      | 於該年綁架並殺害日本駐外記者後藤健二和企業家湯川遙菜。 |
| 10   | 2016年 | 2016年 | 金賞   | PPAP | Pico太郎（古坂大魔王）                               | 該年推出此影片而成名。 |
| 10   | 2016年 | 2016年 | 銀賞   | 寶可夢GO | Niantic、任天堂                                      | 同時獲得該年度新語、流行語大賞。 |
| 10   | 2016年 | 2016年 | 銅賞   | 「托兒所落選了日本去死吧」 | Hatena日記                                           | 2月15日，在Hatena日記的某匿名文章標題，因「待機兒童」問題而得名。 |
| 10   | 2016年 | 2016年 | 特別獎 | | 週刊文春編集部                                       | 在1月28日號、2月4日號、2月18日號和8月25日號因為其報導內容觸及社會熱點問題而完售。 |
| 11   | 2017年 | 2017年 | 金賞   | 任天堂Switch | 任天堂                                               | 於該年開始販售。 |
| 11   | 2017年 | 2017年 | 銀賞   | 72小時真心電視 | 日本男子偶像團體SMAP前成員香取慎吾、草彅剛、稲垣吾郎 | 於日本AbemaTV推出的綜藝節目，於11月2日晚上九點到11月5日晚上九點進行現場直播。 |
| 11   | 2017年 | 2017年 | 銅賞   | 「你這個死禿頭！」 | 時任眾議員豐田真由子                                 | 2017年6月22日，《週刊新潮》 曝出豐田真由子毆打男秘書事件。 |
| 12   | 2018年 | 2018年 | 金賞   | 虛擬Youtuber（Vtuber） | YouTube                                              | |
| 12   | 2018年 | 2018年 | 銀賞   | 平成最後的OO |                                                      | 「平成」是日本第125代天皇明仁在位時所用的年號，在2019年5月退位，網友開始使用於該時代最後的人事物。 例如「平成最後的聖誕節」「平成最後的忘年會」「平成最後的晚餐」等。                                                                        |
| 12   | 2018年 | 2018年 | 銅賞   | 「大迫太厲害了」 | 時任瀧川第二高中足球部主將中西隆裕                   | 大迫指的是日本足球選手大迫勇也。 出自高中時期的記者採訪，因2018年FIFA世界盃足球賽而聞名。 |
| 13   | 2019年 | 2019年 | 金賞   | 「打倒NHK！」 | 日本政治人物和YouTuber立花孝志                       | |
| 13   | 2019年 | 2019年 | 銀賞   | 保護國民防止NHK傷害黨 | 政治家女子48黨                                       | 2013年中改為此名，2023改為現在名稱。 |
| 13   | 2019年 | 2019年 | 銅賞   | | 東京大學工學博士飯塚幸三                             | 因東池袋汽車暴衝死傷事故，被網路譏笑他是獲得瑞寶重光章的「上級國民」而得名。 |
| 14   | 2020年 | 2020年 | 金賞   | 鬼滅之刃 | 吾峠呼世晴                                           | 改編的電視動畫於該年播出。 |
| 14   | 2020年 | 2020年 | 銀賞   | 「太密集了」 | 東京都知事小池百合子                                 | 因COVID-19疫情使東京都推出的防疫標語「3密（3つの密）」。該標語獲得該年度新語、流行語大賞。 4月9日，小池百合子在內閣府對大批前來採訪的記者數次高喊「太密集了」請求保持距離，因而得名。 「密」字亦成為該年年度漢字。                           |
| 14   | 2020年 | 2020年 | 銀賞   | 集合啦！動物森友會 | 任天堂                                               | 於該年開始販售。 |
| 14   | 2020年 | 2020年 | 銅賞   | 嚴重特殊傳染性肺炎（COVID-19） |                                                      | |
| 15   | 2021年 | 2021年 | 金賞   | 賽馬娘 | CyGames                                              | 於該年開始營運。 |
| 15   | 2021年 | 2021年 | 銀賞   | |                                                      | 漫畫《末世孤雄》的台詞。 |
| 15   | 2021年 | 2021年 | 銅賞   | 立憲共產黨 | 日本前副首相麻生太郎                                 | 該年日本國會眾議院大選，立憲民主黨與共產黨等五個在野黨聯手推出候選人。因兩黨性質和政見差異被麻生太郎戲稱為「立憲共產黨」。 |
| 16   | 2022年 | 2022年 | 金賞   | oto wakka | 太空戰士X、魔法少女小圓                              | 同時在Youtube與NicoNico上投稿，是以太空戰士X為主的的音MAD作品，此為該作品名稱。 |
| 16   | 2022年 | 2022年 | 銀賞   | 確定是OO | 週刊文春                                             | 2022年9月10日，《文春Online》 曝出日本職棒選手坂本勇人的醜聞。 |
| 16   | 2022年 | 2022年 | 銅賞   | GaaSyy議員/GaaSyy砲 | 日本政治人物東谷義和                                 | 時常於Youtube直播中威脅演員綾野剛、多玩國創辦人川上量生，以及珠寶設計師福谷公男等。 於2022年當選參議員，但從沒出席議會而在2023年被除名。 |

### 動畫流行語大賞
| 屆數 | 年度   | 名次   | 流行語                                    | 受獎者/用語出處                                  | 備註 |
| ---- | ------ | ------ | ----------------------------------------- | ------------------------------------------------ | --- |
| 1    | 2013年 | 金賞   | 「 nyan pasu ̄」 「喵安（喵帕斯）」        | 悠悠哉哉少女日和                                 | 宮內蓮華的問候語。 |
| 1    | 2013年 | 銀賞   | （把巨人）「驅逐出去」                    | 進擊的巨人                                       | 艾蓮‧葉卡的台詞。 |
| 1    | 2013年 | 銅賞   | 「我只游自由式」                          | Free!                                            | 七瀨遙的台詞。 |
| 2    | 2014年 | 金賞   | rerorerorerorero                          | JoJo的奇妙冒險 星塵遠征軍                        | 此為花京院典明玩弄櫻桃時發出的擬聲。 |
| 2    | 2014年 | 銀賞   | mon-ge ̄                                   | 妖怪手錶                                         | 日本岡山方言的感嘆詞，意指非常厲害（ものすごい）。 在劇中是小石獅與小石次郎的口頭禪之一。 |
| 2    | 2014年 | 銅賞   | 是妖怪的錯吧                              | 妖怪手錶                                         | 出自片尾曲「妖怪第一體操（ようかい体操第一）」的歌詞。 |
| 3    | 2015年 | 金賞   | 「我…我就將我剛剛發生的事直接說出來吧！」 | JoJo的奇妙冒險 星塵遠征軍                        | 波魯納雷夫在經歷過DIO的替身能力後，所告知一行人說出的話。 |
| 3    | 2015年 | 銀賞   | 那個帶子                                  | 在地下城尋求邂逅是否搞錯了什麼                   | 這邊特別指的是用來支撐著女性角色赫斯緹雅胸部的那條藍色緞帶。 |
| 3    | 2015年 | 銅賞   | 鐵火丼                                    | 機動戰士GUNDAM 鐵血孤兒                          | 本意是指鮪魚蓋飯，其發音（てっかどん）近似於主角群建立的少年兵團體「鐵華團（てっかだん）」 |
| 4    | 2016年 | 金賞   | 「就在剛剛，喜歡上了」                    | 吹響吧！上低音號（第二期）                       | 動畫第5集的最後，鎧塚霙所說的話。 |
| 4    | 2016年 | 銀賞   | 「少女與戰車很棒喔」                      | 少女與戰車                                       | 「ガルパン」是該作品日文原名「ガールズ＆パンツァー」的縮寫。 |
| 4    | 2016年 | 銅賞   | 「今天一整天也要加油」                    | NEW GAME!                                        | 出自第4集裡，主角涼風青葉的台詞。 |
| 4    | 2016年 | 特別賞 | ByeBye Banana                             | 星之子波倫（星の子ポロン）                       | 星之子波倫是日本的北海道電視台，於1974年至1975年推出的短篇兒童動畫。 此為該集名稱。 |
| 5    | 2017年 | 金賞   | 「 dōn!」                                 | 黑色推銷員NEW                                    | 指該系列主角喪黑福造，在進行懲罰下詛咒時發出的聲音。 |
| 5    | 2017年 | 銀賞   | 「哇～！」「好～好玩～！」「好厲害～！」  | 動物朋友（第一期）                               | 出自其中數位角色常說的台詞。 |
| 5    | 2017年 | 銅賞   | 「不要停下來阿…」                         | 機動戰士GUNDAM 鐵血孤兒                          | 出自第48集，歐格·伊茲卡臨死前說的話。 |
| 6    | 2018年 | 金賞   | 安室透                                    | 名偵探柯南：零的執行人                           | 該集登場成員，本名降谷零，此為化名。 |
| 6    | 2018年 | 銀賞   | 安室之女/安室的女人                       | 名偵探柯南：零的執行人                           | 指喜愛安室透的女粉絲。 |
| 6    | 2018年 | 銅賞   | 「原來是黑粉阿這傢伙~」                   | POP TEAM EPIC                                    | 漫畫與動畫第七集中POP子所說的台詞。 |
| 7    | 2019年 | 金賞   | 馬屁臭鳥                                  | 動物朋友2                                        | 出自網路創作者在自己的四格漫畫中，咕嚕嚕給角色走鵑的稱呼。 |
| 7    | 2019年 | 銀賞   | 「都是夏美子的錯」                        | 街角魔族                                         | 與本作無關，其出自二次創作的作品中千代田桃的台詞。 |
| 7    | 2019年 | 銅賞   | ikiri saba tarō                           | Fate/Grand Order 劇場板 - 絕對魔獸戰線巴比倫尼亞 | 「イキリ」源自關西方言，有自以為是、虛張聲勢之意。 「鯖（サバ）」代指該作品的從者（Servant）。 「~太郎」則專門拿來嘲諷一些「成為小說家吧」系列改編動畫男性主角。 這邊指日本網路上對該主角藤丸立香總是躲在從者後面，看不下去所給的蔑稱。 |
| 8    | 2020年 | 金賞   | OO之呼吸                                  | 鬼滅之刃                                         | 此動畫設定中所使用的呼吸技巧。 |
| 8    | 2020年 | 銀賞   |                                           | 鬼滅之刃                                         | 此動畫設定中所使用的進階呼吸技巧。 |
| 8    | 2020年 | 銅賞   | 200億男人煉獄大哥                         | 鬼滅之刃劇場版：無限列車篇                       | 指該劇場版在日本突破200億日圓票房。 |
| 9    | 2021年 | 金賞   | 「PUI PUI」                               | PUI PUI 天竺鼠車車                               | 天竺鼠的擬聲詞。 |
| 9    | 2021年 | 金賞   | 馬法堤結構句                              | 機動戰士GUNDAM 閃光的哈薩威                      | 出自劇場版預告。 依序是「やってみせろよ、マフティー！（給他們看看你的厲害，馬法堤！）」「何とでもなるはずだ！（總會有辦法的！）」「ガンダムだと！？（居然是鋼彈！？）」。                                                               |
| 9    | 2021年 | 銀賞   | 「應該沒有怯場的人吧？」                  | 東京卍復仇者                                     | 出自角色佐藤萬次郎（Mikey）的台詞。 |
| 9    | 2021年 | 銀賞   | uma pyoi                                  | 賽馬娘                                           | 出自該系列歌曲「うまぴょい伝説」。 |
| 9    | 2021年 | 銅賞   | 促進OO反省之舞                            | 機動戰士GUNDAM 閃光的哈薩威                      | 為該劇場版主題曲「閃光」與網路迷因影片組合而成的影片，稱為「促進聯邦反省的舞蹈（連邦に反省を促すダンス）」。 |
| 10   | 2022年 | 金賞   | uta                                       | 航海王劇場版：紅髮歌姬                           | 此劇場版的關鍵人物美音。 |
| 10   | 2022年 | 銀賞   | 「 sakana ̄」                              | Lycoris Recoil 莉可麗絲                          | 出自動畫第四集，井之上瀧奈為了給錦木千束打氣而做出特別動作時發出的吶喊。 |
| 10   | 2022年 | 銀賞   | 「安妮亞知道」                            | SPY x FAMILY 間諜家家酒                          | 角色安妮亞在該動畫廣告裡的台詞。 |
| 10   | 2022年 | 銅賞   | dabusutakuso oyaji                        | 機動戰士GUNDAM 水星的魔女                        | 全稱「ダブルスタンダードでクソな親父」，指雙重標準的臭老爸。 在這邊指的是米奧琳涅的父親戴林格·連布蘭。 |

## 備註
1. ↑  指沒辦法進入公立的保育園(托兒所)，家庭也無力負擔幼稚園的小朋友。
2. ↑  指的是「密集阻止！密接阻止！密閉阻止！」
3. ↑  中文版與日語版一樣稱「3密」（密閉空間、密集場所、密切接觸場面）
4. ↑  英語版稱作「Three Cs」（Closed spaces、Crowded places、Close-contact settings）